# Wrapped in Red
Wrapped in Red (Envuelta en rojo) es el sexto álbum de estudio y el primer álbum navideño de la cantante Kelly Clarkson lanzado el 29 de octubre de 2013 (EE.UU) por RCA Records. La cantante trabajó en el disco junto al productor Greg Kurstin para crear un ambiente navideño contemporáneo para el álbum. El disco contiene varias canciones típicas navideñas, así como canciones originales.

## Antecedentes
En una entrevista con CMT Radio, Clarkson dijo que hace mucho tiempo ha estado interesada en hacer un álbum navideño, aunque ya ha grabado varias canciones navideñas como "Oh Holy Night" y "My Grown Up Christmas List" en el álbum "American Idol: The Great Holiday Classics" (2003), también colaboró en una canción del primer álbum navideño del cantante country Blake Shelton, "There's a New Kid in Town" (2012) y en la canción I'll Be Home for Christmas en el EP de la cantante ITunes Session (2011).

## Lanzamiento y promoción
El 19 de agosto de 2013, Clarkson reveló que el título del álbum sería "Wrapped in Red", que sería lanzado el 29 de octubre y que el primer sencillo sería "Underneath the Tree", escrita por Clarkson y Kurstin. El 5 de septiembre de 2013 reveló la lista de canciones del álbum el cual cuenta con cinco canciones originales y nueve covers con tema navideño. Sony Music anuncio una "Edición de Lujo" que contendrá dos canciones adicionales. El álbum debutó en el #3 del Billboard Hot 200 y se mantuvo durante 9 semanas en el Top 10 de dicha lista. El disco vendió cerca de 1 000 000 de copias y fue certificado Platino
"White Christmas" fue lanzada el 15 de octubre de 2013 como primer sencillo promocional del álbum. El 18 de octubre de 2013, Clarkson subió a su canal Vevo la canción "Underneath the Tree", el primer sencillo oficial del disco.
Un año después de su lanzamiento, se lanzó una reedición de forma exclusiva para Walmart, en la que se incluía un DVD con el concierto oficial realizado en 2013 Cautionary Christmas Music Tale, así como fotografías y entrevistas.

## Lista de canciones
Todas las canciones fueron producidas por Greg Kurstin.
- Versión estándar

| N.º | Título                                                   | Escritor(es)                                                    | Duración |  |
| 1.  | «Wrapped in Red»                                         | Kelly Clarkson • Ashley Arrison • Aben Eubanks • Shane McAnally | 3:36     |  |
| 2.  | «Underneath the Tree»                                    | Clarkson • Greg Kurstin                                         | 3:49     |  |
| 3.  | «Have Yourself a Merry Little Christmas»                 | Hugh Martin                                                     | 3:39     |  |
| 4.  | «Run Run Rudolph»                                        | Johnny Marks • Marvin Brodie                                    | 2:27     |  |
| 5.  | «Please Come Home for Christmas (Bells Will Be Ringing)» | Charles Brown • Genne Red                                       | 3:19     |  |
| 6.  | «Every Christmas»                                        | Clarkson • Eubanks                                              | 3:46     |  |
| 7.  | «Blue Christmas»                                         | Billy Hayes • Jay W. Johnson                                    | 2:52     |  |
| 8.  | «Baby, It's Cold Outside» (Con Ronnie Dunn)              | Frank Loesser                                                   | 3:01     |  |
| 9.  | «Winter Dreams (Brandon's Song)»                         | Clarkson • Arrison • Eubanks                                    | 3:22     |  |
| 10. | «White Christmas»                                        | Irving Berlin                                                   | 3:02     |  |
| 11. | «My Favorite Things»                                     | Oscar Hammerstein II                                            | 2:49     |  |
| 12. | «4 Carats»                                               | Clarkson • Kurstin •Cathy Dennis • Livvi Franc                  | 3:28     |  |
| 13. | «Just for Now»                                           | Imogen Heap • Peter J. Wilhousky                                | 3:30     |  |
| 14. | «Silent Night» (con Reba McEntire y Trisha Yearwood)     | Joseph Mohr                                                     | 4:09     |  |

- Edición deluxe

| N.º | Título                       | Escritor(es)                           | Duración |  |
| 15. | «I'll Be Home for Christmas» | Kim Gannon • Walter Kent • Buck Ram    | 2:54     |  |
| 16. | «O Come O Come Emmanuel»     | John Mason Neale • Henry Sloane Coffin | 2:00     |  |

- Walmart deluxe edition CD/DVD (Kelly Clarkson's Cautionary Christmas Music Tale)

| N.º | Título                                                   | Escritor(es)                            | Duración |  |
| 1.  | «Run Run Rudolph»                                        | Marks • Marvin                          | 2:33     |  |
| 2.  | «Silent Night» (con Reba McEntire y Trisha Yearwood)     | Mohr                                    | 4:20     |  |
| 3.  | «My Favorite Things»                                     | Hammerstein II                          | 2:49     |  |
| 4.  | «Wrapped in Red»                                         | Clarkson • Arrison • Eubanks • McAnally | 3:37     |  |
| 5.  | «Please Come Home for Christmas (Bells Will Be Ringing)» | Brown • Red                             | 3:19     |  |
| 6.  | «Have Yourself a Merry Little Christmas»                 | Martin                                  | 3:30     |  |
| 7.  | «White Christmas»                                        | Berlin                                  | 1:29     |  |
| 8.  | «Underneath The Tree»                                    | Clarkson • Kurstin                      | 3:32     |  |

## Historial de lanzamientos
| País           | Fecha                 | Formato            | Formato                      | Discografía |
| -------------- | --------------------- | ------------------ | ---------------------------- | ----------- |
| Australia      | 25 de octubre de 2013 | Estándar y de lujo | CD, Vinil y descarga digital | RCA Records |
| Estados Unidos | 29 de octubre de 2013 | Estándar y de lujo | CD, Vinil y descarga digital | RCA Records |